# シダー

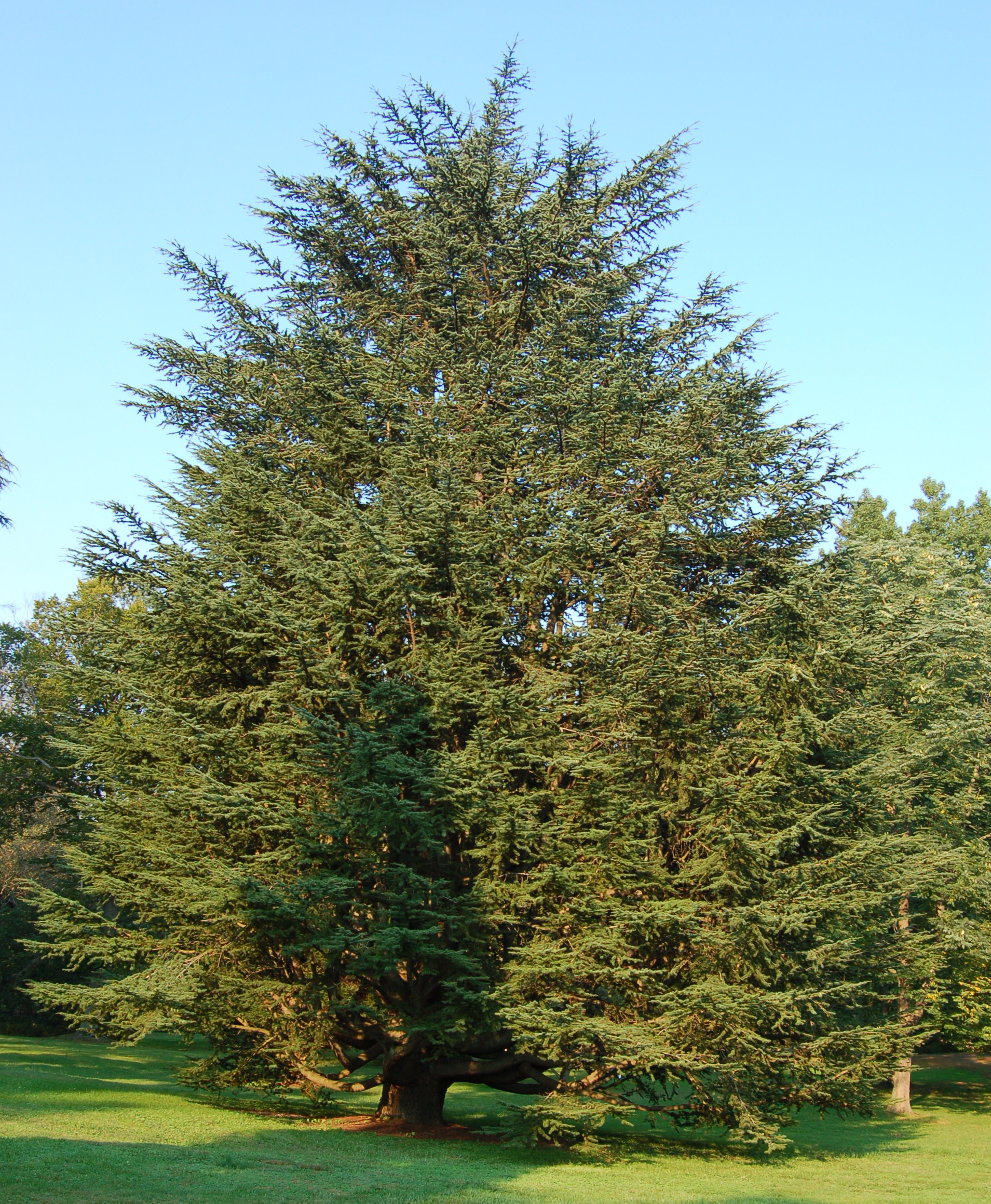
Atlas Cedar（アトラスシダー、マツ科ヒマラヤスギ属）

シダー（英語: cedar） あるいは シダーウッド（英語: cedar wood）は、針葉樹を中心とする広い範囲の樹木を指す概念。ラテン語・ギリシア語由来の英語。綴り上のeは長音の/iː/であり、したがって標準的な仮名転写としては「シーダー」。このほか、「セダー」ともいう。語源についてはヒマラヤスギ属#語源を参照。
本来はヒマラヤスギ属（マツ科）を指すものである。英語圏において類似の樹木にも cedar の名が付けられた結果、植物学的な分類と必ずしも一致していない。 cedar の日本語への翻訳に際しては「杉(スギ)」に置換することがある。日本ではスギと呼んでいない樹木がある。これら cedar の幅広い用法は、日本における杉と松という用語の広がりとの相似性について別途研究があるとよい。
cedar と呼ぶ樹木には材木や精油（エッセンシャルオイル）として利用されるものもある。日本では「シダー」「シダーウッド」とカタカナで呼ぶことがある。

## 英語における「cedar」

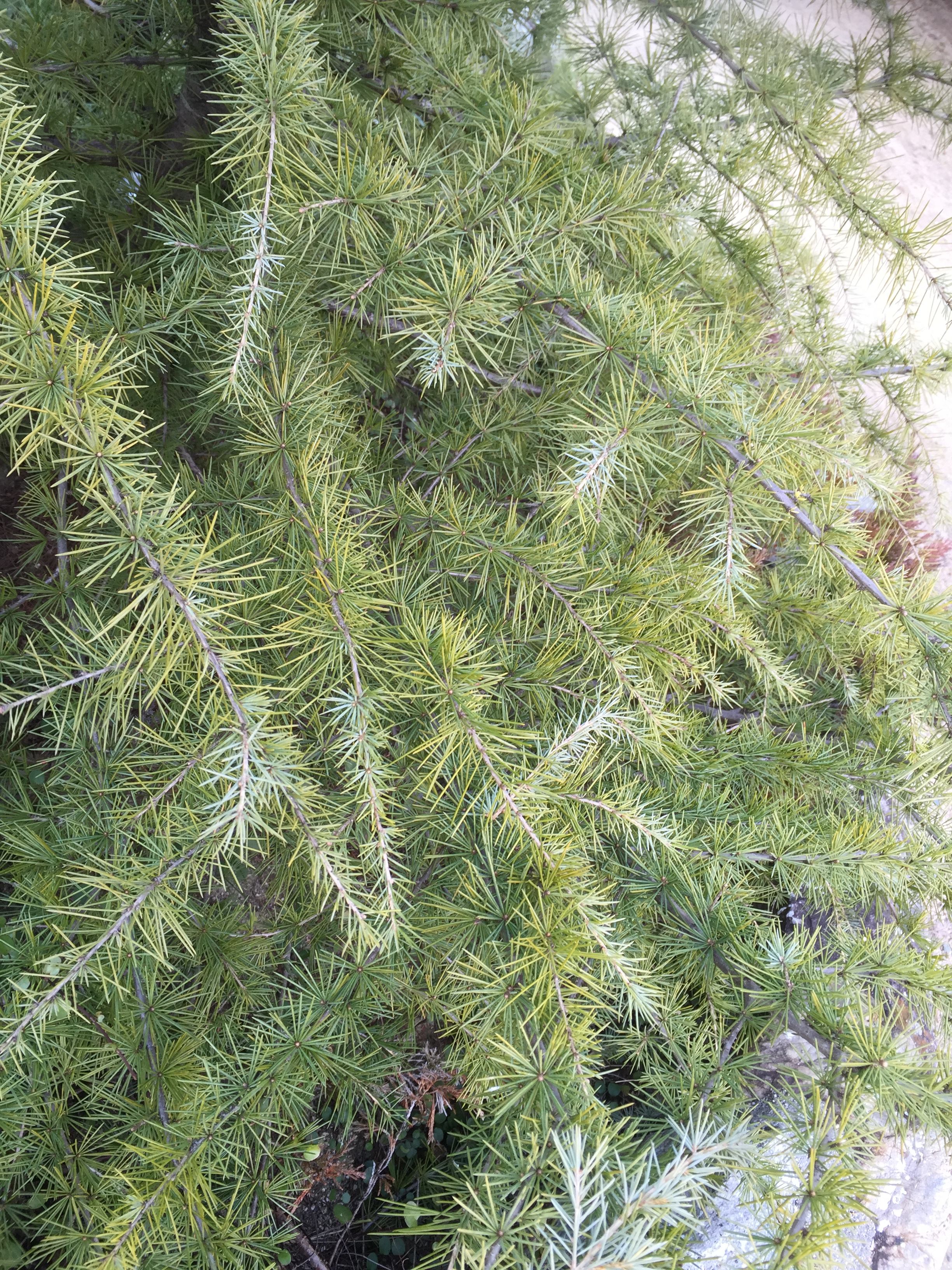
ヒマラヤスギの葉

Cedar は、厳密にはマツ目マツ科のヒマラヤスギ属 (Cedrus) を意味する。一見類似の樹木や、「香りの強さ」という共通の特徴を持つ樹木にも一般名称として cedar の名が付けられた。これらは植物学的な分類によって行われたものではないため、ヒマラヤスギ属以外にも、名称に cedar を含む樹種が多い。レッドシダー、ホワイトシダーに関しても同様である。このため「シダー」は、ヒノキ科のスギ属・ヒノキ属・ビャクシン属など広い範囲の針葉樹や、一部の広葉樹をも指すこととなった。
以下の表では、英語圏において cedar の名で呼ばれる植物について、言語的要素に着目して英語名・学名・日本語名について列記する。「日本語名」には標準和名のほか、通俗名・流通名も含む。植物学的な記述については各項目を参照されたい。
| 植物学的分類            | 植物学的分類                               | 英語名                                                      | 学名                                                                             | 日本語名                                                                    |
| ----------------------- | ------------------------------------------ | ----------------------------------------------------------- | -------------------------------------------------------------------------------- | --------------------------------------------------------------------------- |
| マツ科                  | ヒマラヤスギ属 Cedrus                      | Deodar Cedar Himalayan Cedar                                | Cedrus deodara                                                                   | ヒマラヤスギ ヒマラヤシーダー                                               |
| マツ科                  | ヒマラヤスギ属 Cedrus                      | Lebanon Cedar                                               | Cedrus libani                                                                    | レバノンスギ レバノンシーダー                                               |
| マツ科                  | ヒマラヤスギ属 Cedrus                      | Atlas Cedar                                                 | Cedrus atlantica                                                                 | アトラススギ アトラスシーダー                                               |
| マツ科                  | ヒマラヤスギ属 Cedrus                      | Cyprus Cedar                                                | Cedrus brevifolia                                                                | キプロススギ キプロスシーダー                                               |
| ヒノキ科                | スギ属 Cryptomeria                         | Japanese Cedar                                              | Cryptomeria japonica                                                             | スギ                                                                        |
| ヒノキ科                | Widdringtonia                              | Clanwilliam Cedar Clanwilliam Cypress                       | Widdringtonia cedarbergensis                                                     |                                                                             |
| ヒノキ科                | Widdringtonia                              | Willowmore Cedar Willowmore Cypress                         | Widdringtonia schwarzii                                                          |                                                                             |
| ヒノキ科                | Austrocedrus                               | Chilean Cedar Chilean Incense-cedar Cordilleran Cypress     | Austrocedrus chilensis                                                           | チリーヒバ チリ・インセンスシーダー                                         |
| ヒノキ科                | Libocedrus                                 | New Zealand Cedar                                           | Libocedrus bidwillii                                                             |                                                                             |
| ヒノキ科                | クロベ属 Thuja                             | Western Red Cedar                                           | Thuja plicata                                                                    | ベイスギ（米杉） アメリカネズコ レッドシダー ウエスタンレッドシーダー       |
| ヒノキ科                | クロベ属 Thuja                             | Eastern White Cedar Northern White Cedar Eastern Arborvitae | Thuja occidentalis                                                               | ニオイヒバ                                                                  |
| ヒノキ科                | ヒノキ属 Chamaecyparis                     | Atlantic White cedar Atlantic White Cypress                 | Chamaecyparis thyoides                                                           | ヌマヒノキ ヌマヒバ                                                         |
| ヒノキ科                | ヒノキ属 Chamaecyparis                     | Port Orford cedar Lawson's Cypress                          | Chamaecyparis lawsoniana                                                         | ローソンヒノキ ベイヒ（米檜） ポートオーフォードシーダー ローソンサイプレス |
| ヒノキ科                | ショウナンボク属 （オニヒバ属） Calocedrus | Incense Cedar                                               | Calocedrus                                                                       | （一般名）インセンスシーダー                                                |
| ヒノキ科                | ショウナンボク属 （オニヒバ属） Calocedrus | California Incense-cedar                                    | Calocedrus decurrens                                                             | オニヒバ                                                                    |
| ヒノキ科                | ショウナンボク属 （オニヒバ属） Calocedrus | Taiwan Incense-cedar                                        | Calocedrus formosana                                                             | ショウナンボク（肖楠木）                                                    |
| ヒノキ科                | ショウナンボク属 （オニヒバ属） Calocedrus | Chinese Incense-cedar                                       | Calocedrus macrolepis                                                            | ショウナンボク                                                              |
| ヒノキ科                | イトスギ属 Cupressus                       | Mexican White Cedar                                         | Cupressus lusitanica                                                             | メキシコイトスギ                                                            |
| ヒノキ科                | イトスギ属 Cupressus                       | Yellow Cedar Alaska Yellow Cedar                            | Cupressus nootkatensis (Chamaecyparis nootkatensis) (Xanthocyparis nootkatensis) | イエローシーダー アラスカシーダー アラスカヒノキ ベイヒバ                   |
| ヒノキ科                | ビャクシン属 Juniperus                     | Pencil Cedar Eastern Red cedar Eastern Juniper              | Juniperus virginiana                                                             | エンピツビャクシン レッドシダー シダーバージニア                            |
| ヒノキ科                | ビャクシン属 Juniperus                     | Bermuda cedar Bermuda juniper                               | Juniperus bermudiana                                                             | バミューダビャクシン                                                        |
| ヒノキ科                | ビャクシン属 Juniperus                     | Mountain Cedar Ashe Juniper                                 | Juniperus ashei                                                                  | マウンテンシダー                                                            |
| ヒノキ科                | ビャクシン属 Juniperus                     | Prickly Cedar Spanish Cedar Prickly Juniper Cade Juniper    | Juniperus oxycedrus                                                              | ケードネズ                                                                  |
| センダン科              | センダン属 Melia                           | Ceylon Cedar White Cedar                                    | Melia azedarach                                                                  | センダン                                                                    |
| センダン科              | チャンチン属 Cedrela                       | Spanish Cedar Cigar-box cedar                               | Cedrela odorata                                                                  | スパニッシュシダー シガーボックスシダー ニシインドチャンチン                |
| センダン科              | Toona                                      | Australian Red Cedar Indian Mahogany                        | Toona ciliata                                                                    | オーストラリアチャンチン                                                    |
| スリアナ科              | スリアナ属 Suriana                         | Bay Cedar                                                   | Suriana maritima                                                                 | スリアナ                                                                    |
| イチイ科 （イヌガヤ科） | カヤ属 Torreya                             | Stinking Cedar Stinking Yew Florida Torreya                 | Torreya taxifolia                                                                | フロリダガヤ                                                                |

## 日本語の「スギ」と「cedar」
日本のスギ（杉,Cryptomeria japonica）は、英語で Japanese Cedar と訳されることが多い。スギ（ヒノキ科スギ属もしくはスギ科）は本来の Cedar であるヒマラヤスギ属には属さないので、植物学的な分類とは相違した名称である。日本のスギについて言及する場合、日本語の Sugi を併記した方が混同は少ない。
またここから、日本では Cedar の英語名を持つ樹種を日本語で「スギ」と訳すことが慣例となった。マツ科に属する本来の Cedar (Himalayan Cedar）に和名として「ヒマラヤスギ」が与えられたのをはじめ、 ヒマラヤスギ属の Lebanon Cedar に「レバノンスギ」が、またヒノキ科クロベ属の Western Red Cedar に「ベイスギ」が与えられたのはこのためである。
一般的な英和辞典には語釈として「ヒマラヤスギ」「スギ」が挙げられる程度であるため、 Cedar と呼ばれる樹木にはヒマラヤスギ属に属さず、またスギと近縁でもないものが多く含まれることが看過される。たとえば小説 Snow Falling on Cedars が映画化されて日本で公開された際、タイトルが『ヒマラヤ杉に降る雪』と訳されたが、作品の舞台（アメリカ西北部）で樹林をなしているのは Western Red Cedar（アメリカネズコ,別名ベイスギ）であり、ヒマラヤスギは自生しておらず、誤訳である。

## 「シダー」と呼ばれるもの

### 木材
アコースティック・ギターの材料の木材として使われる「シダー」は、ベイスギ（Western Red Cedar, Thuja plicata、ヒノキ科クロベ属）である。

### 精油
精油（エッセンシャルオイル）において「シダー」「シダーウッド」とされるものには2種類ある。
1つは「ホワイトシダー」「シダーアトラス」などとも呼ばれるアトラスシダー（Atlas Cedar, Cedrus atlantica, マツ科ヒマラヤスギ属）である。
もう1つは「レッドシダー」「シダーバージニア」などとも呼ばれるエンピツビャクシン（Eastern Red Cedar, Juniperus virginiana, ヒノキ科ビャクシン属）である。

## 避妊
紀元前ギリシアの哲学者アリストテレスは、著書『動物誌』で、西洋スギ(シーダー)の油を子宮の中に入れて避妊の効果があるものの例の1つとしてあげている。